# Bad Herrenalb
Bad Herrenalb är en kommun och ort i Landkreis Calw i regionen Nordschwarzwald i Regierungsbezirk Karlsruhe i förbundslandet Baden-Württemberg i Tyskland.
Staden ingår i kommunalförbundet Bad Herrenalb tillsammans med kommunen Dobel.